# 联邦直辖部落地区

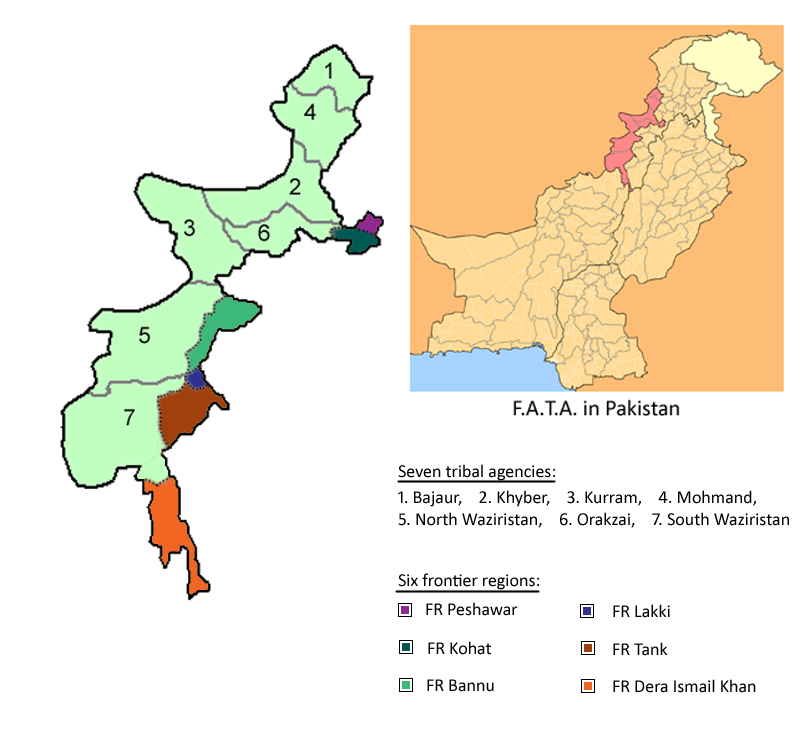
联邦直辖部落地区地图

联邦直辖部落地区，是曾经位於巴基斯坦西北接近阿富汗的地區。面積27,220平方公里，人口3,138,000（2003年統計）。下设7个机构和6个边境地区。是以前提議成立普什圖尼斯坦地區的地方。最大城市巴勒吉纳尔。當地名為直轄，實際處於普什圖人自治狀態。直到2004年為止，巴基斯坦軍隊從未進駐該區。2018年5月31日起并入开伯尔-普赫图赫瓦省。經濟以畜牧業和鴉片種植為主。